# 白马寺 (罗源县)
白马寺，是位于福建省福州市罗源县鉴江镇东湾村的一个清代古建筑，1986年入选第二批罗源县文物保护单位。
白马寺始建于唐中和二年（882年），清光绪八年（1882年）重建的大雄寶殿为土木结构，总面积481平方米，单檐硬山顶，面宽5间，进深4间。山门屋顶有一座泥塑7层小塔，高0.53米。